# Jorge Zárate
Jorge Alejandro Zárate Careaga, noto semplicemente come Jorge Zárate (San Luis Potosí, 20 gennaio 1992), è un calciatore messicano, centrocampista svincolato.

## Caratteristiche tecniche
È un esterno destro.

## Carriera
Cresciuto nel settore giovanile del Puebla, ha esordito in prima squadra l'11 aprile 2010 disputando l'incontro di Primera División perso 2-1 contro il Juárez.